# 薗田宗人
薗田 宗人（そのだ むねと、1933年〈昭和8年〉1月27日 - 2004年〈平成16年〉6月8日）は、日本の哲学者・ドイツ文学者。大阪市立大学名誉教授。

## 経歴
1933年、和歌山県和歌山市で薗田香勲の子として生まれた。京都大学文学部独文科で学び、1955年に卒業。同大学大学院文学研究科に進み、1957年に修士課程を修了。
修了後は、和歌山大学助教授に就いた。後に大阪市立大学教授に転じた。1993年に大阪市立大学を定年退官し、名誉教授となった。1997年、学位論文『ニーチェと言語：詩と思索のあいだ』を大阪市立大学に提出して文学博士号を取得。デュッセルドルフ・日本文化センター所長を務めた。
石田慶和の後を継いで、第2代相愛大学・同短期大学学長に就任。2004年、在職中に死去。

## 家族・親族
- 父：薗田香勲はドイツ文学者、仏教学者。
- 長兄：薗田香融は日本史学者、仏教学者。
- 次兄：芦津丈夫はドイツ文学者。
- 弟：薗田坦は哲学者。
- 祖父(父方)：薗田宗恵
- 祖父(母方)：芦津実全

## 著作
著書
- 『峰々の対話：ゲーテをめぐる世界』松籟社 1993
- 『ニーチェと言語：詩と思索のあいだ』創文社 1997

共編著
- 『正信偈のはなし』薗田香勲・岡田亮二と共著、永田文昌堂 1975

訳書
- 『フルトヴェングラーとの対話』カルラ・ヘッカー（英語版）著、音楽之友社 1967
- 『宗教社会学』マックス・ウェーバー著、武藤一雄・薗田坦共訳、創文社(経済と社会) 1976
- 『ニーチェ』(全3冊) マルティン・ハイデッガー著、白水社 1976-1977
  - 新版 1986年、2007年
- 『ツァラトゥストラはこう語った』(ニーチェ全集) 白水社 1982
- 『妖精』(ドイツ・ロマン派全集 1) ルドルフ・ティーク著、国書刊行会 1983
- 『青い花・ほか』(ドイツ・ロマン派全集 2) ノヴァーリス著、国書刊行会 1983
- 『無限への憧憬：ドイツ・ロマン派の思想と芸術』(ドイツ・ロマン派全集 9) 深見茂共編、国書刊行会 1984
- 『ドイツ・ロマン派論考』(ドイツ・ロマン派全集 10) 深見茂共編、国書刊行会 1984
- 『遺された断想』(ニーチェ全集) 杉田弘子共訳、白水社 1984
- 『詩、韻律、言語についての書簡・芸術学序説』(ドイツ・ロマン派全集 12) A・W・シュレーゲル著、国書刊行会 1990
- 『太古の夢 革命の夢 自然論・国家論集』(ドイツ・ロマン派全集 20) 国書刊行会 1992
- 『ニーチェ、芸術としての力への意志』セバスティアン・ウンジン共訳 ハイデッガー全集 創文社 1992
- 『指導と信従・若い医師のあの日』(ハンス・カロッサ全集 5) 玉置保巳共訳、臨川書店 1996
- 『ニーチェ、ヨーロッパのニヒリズム』(ハイデッガー全集) ハンス・ブロッカルト共訳、創文社 1999